# Serventes de la Passió
Les Serventes de la Passió formen una congregació religiosa de germanes, fundada en 1886, encara que no foren aprovades fins al 1926. Les germanes posposen al seu nom les sigles S.P. Forma part de la família passionista, compartint carisma amb les Religioses Passionistes.

## Història
Teresa Gallifa i Palmarola, vídua, treballava a Vic com a llevadora. S'adonà dels problemes que tenien moltes mares solteres que, per evitar la l'abandonament i marginació social que patien, preferien avortar clandestinament o abandonar el seu fill abans que tenir-lo i criar-lo. Aconsellada pel seu confessor, decidí de posar-hi remei i fundar cases d’acollida per a solteres que volguessin tenir el seu fill, amb llevadores cristianes i on els nounats rebien el baptisme. Teresa va voler formar-se millor i deixà el seu únic fill a Manlleu per anar a Barcelona: en 1886 obté el certificat de l’Escola de Magisteri i, posteriorment, el títol oficial de llevadora.
Gallifa, molt pietosa, tenia una especial devoció per la Passió de Crist i proposà la creació d’una congregació religiosa al bisbe Josep Morgades i Gili, que rebria el nom de Serventes de la Passió. El bisbe, però, li denegà la petició perquè no pensava que hi hagués prou recursos humans ni materials. Tot i això, l'encoratjà en la tasca i el 25 d'octubre de 1886 aprovà l’obertura d’un pis a Vic on acollí nou embarassades, l’Asil de la Visitació, en 1886. Hi acollia les embarassades; alhora que les atenia, Gallifa els feia catequesi i les educava, especialment les mares amb problemes personals, familiars o socials, normalment sense recursos econòmics. La iniciativa, però, despertà reticències a la ciutat, que veia la tasca de l'associació escandalosa; en 1891, la fundadora va haver de traslladar-se, aconsellada pel bisbe Morgades, a Barcelona, tot i que a Vic deixà un petit nucli d'ajudants que no volgué marxar.
Aquestes reticències feien que tampoc no tingués gaire seguidores: en 1893 va rebre'n dues, i el 15 d'octubre del mateix any, quatre més, entre les quals Nativitat Belve. Preocupada per aconseguir el reconeixement de l'església, en una visita a Roma el 1894 obtingué la benedicció del papa Lleó XIII, però no aconseguí l'autorització eclesiàstica. Cal pensar que, a Espanya i altres llocs, la legislació prohibia llavors que una dona soltera exercís la professió de l'obstetrícia: només podien fer-ho casades o vídues; per això, era impensable que una religiosa s'hi dediqués. Continuà amb la seva tasca i després de la mort del seu fill, invertí la resta dels seus diners en l’adquisició d’una casa més gran per acollir-hi més dones.
Salvador Casañas, cardenal de Barcelona, intentà l’aprovació per part de Roma, però trobà la negativa de reconèixer-lo com a institut de vida consagrada i la prohibició que les seves integrants duguessin hàbit o emetessin vots públics. La negativa fa que es retiri el nom d'"asil" a la institució i no se li assignin confessors, ja que no són religioses. Casañas, en 1904, autoritzà per tres anys l’obra de l'asil sota el nom de Pia Unió de les Senyores Zeladores del Sant Baptisme, anomenades Serventes de la Passió, i els permeté fer promesa de perseverança, en substitució dels vots.
A Barcelona, Teresa presenta el reglament de l'institut per a inscriure'l al registre civil. La institució, dirigida per Gallifa durant vint anys, esdevingué un refugi per a les dones embarassades pobres: el centre tenia una sala bressol, una d’infància i una càtedra d'obstetrícia per a formar llevadores. A més, hi havia la Pia Unió de la Visitació de la Mare de Déu per a les llevadores, per a la millora espiritual de les professionals. Des de la seva creació fins al 1904, l’Asil, només a Barcelona, atengué unes 2.500 dones.
En 1926 fou aprovada com a congregació religiosa de dret diocesà, i només en 1983 obtingué l'aprovació pontifícia de Joan Pau II.

## Activitat i difusió

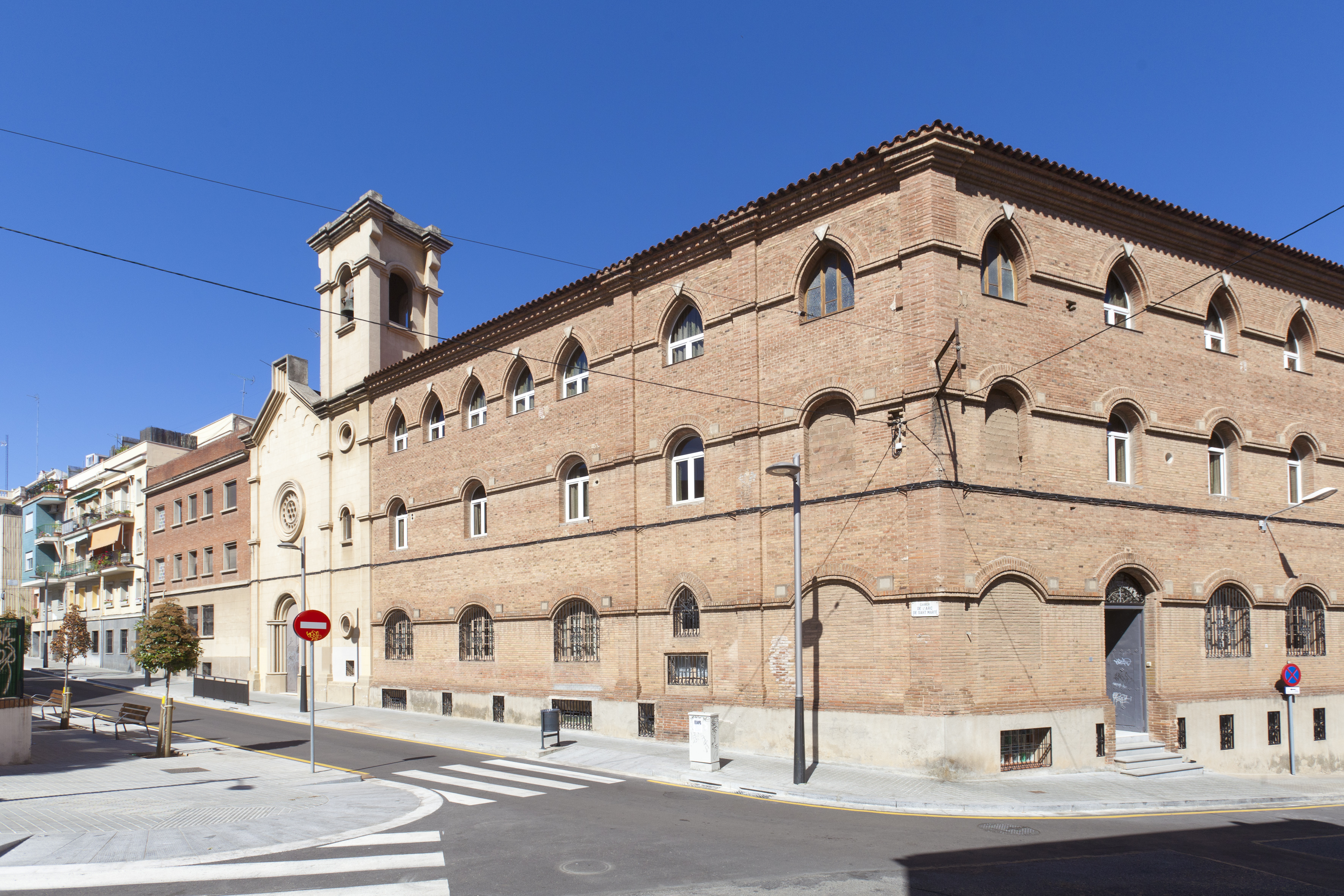
Casa general al Convent de la Visitació, carrer de Llobet i Vall-llosera (El Guinardó)

Les Serventes de la Passió fan assistència sanitària i espiritual a les mares i dones en situació desfavorida, de manera que, en els primers temps del naixement, mare i fill puguin gaudir de les condicions necessàries de desenvolupament. Posteriorment, treballen per a la reinserció de la mare al món laboral i permetre que pugui viure per si mateixa amb el seu fill. Mantenen llars d'acollida, clíniques i maternitas, llars d'infants i centres d'atenció infantil, i treballen també en residències d'ancians. Defensen el dret a néixer i a rebre el baptisme del nonat.
Encara que fundades a Vic, l’any 1893 tota la comunitat es traslladà a Barcelona, on s'establí la casa mare. Han tingut una expansió petita, amb centres d'acollida, clíniques i maternitats i llars d'infants a: Sant Hipòlit de Voltregà (Guarderia Mare Teresa), Barcelona (1893, la casa general, al carrer de Llobet i Vall-llosera 15 del Guinardó; Residència Mare Teresa, per a mares i fills; Residència d'Avis (c. Hospital); Residència Mare Gallifa, per a treballadores), València (1935, Casa Bressol Santa Isabel), Vigo (Hogar Santa Isabel), Yaoundé (Camerun, Centre de Nutrició i casa de formació), Celaya (Mèxic, guarderia) i Querétaro (Mèxic, casa de formació).